# Jambischer Trimeter
Der jambische Trimeter ist in der antiken Verslehre ein aus drei jambischen Metren bestehender Versfuß. In der metrischen Formelnotation wird der jambische Trimeter als jat geschrieben.
Da das jambische Metrum eine Dipodie ist, also aus zwei Versfüßen besteht, hat der jambische Trimeter sechs Versfüße, er stimmt also im Prinzip mit dem ebenfalls sechsfüßigen jambischen Senar bzw. der jambischen Hexapodie überein.
Das Schema der lateinischen Form ist in metrischer Notation:
×—ˌ◡—.×—ˌ◡—.×—ˌ◡◠
Kennzeichnend ist die Zäsur meist nach der fünften (Penthemimeres, e. g.  ◡—ˌ◡—.◡ | —ˌ◡—.◡—ˌ◡—) oder seltener nach der siebten (Hephthemimeres, e. g.  ◡—ˌ◡—.◡—ˌ◡ | —.◡—ˌ◡—) Silbe. Anders als beim (römischen) Senar mit dem Schema
×—ˌ×—ˌ×—ˌ×—ˌ×—ˌ◡◠
sind die Füße nicht gleichartig, sondern metrische Ambivalenz ist nur im 1., 3. und 5. Fuß zulässig, entsprechend dem jambischen Metron ×—ˌ◡—. In der griechischen Dichtung ist die mögliche Variationsbreite noch größer als bei der lateinischen Form.
Die metrische Umkehrung im 6. Fuß führt zum hipponakteischen Trimeter, besser bekannt als Choljambus, Hinkjambus oder Skazon (jats):
×—ˌ◡—.×—ˌ◡—.◡—ˌ—◠
Der jambische Trimeter erscheint schon sehr früh in der griechischen Dichtung. Eine Inschrift auf dem Nestorbecher von Ischia wird als Trimeter gedeutet, im 7. Jahrhundert wird der Vers dann von Archilochos und den Jambographen verwendet und wegen seiner großen Flexibilität und seiner Nähe zur Prosa wurde er zum Sprechvers in Tragödie, Komödie und Satyrspiel.
In die römischen Tragödie wurde er zunächst durch Livius Andronicus in der Form des Senars übernommen und angepasst, in der Lyrik wurde der Vers dann aber wieder der griechischen Form angeglichen. Zu nennen sind hier der lateinische Trimeter bei Catull und in den Epoden des Horaz, sowie der Senar bei Phaedrus (fabulae) und in der Spätantike bei Ambrosius von Mailand (hymni).

## Nachbildungen in der deutschen Dichtung
Nachbildungen des jambischen Trimeters im Deutschen sind abgesehen von Übersetzungen aus dem Griechischen und Lateinischen (Johann Elias Schlegel, Christoph Martin Wieland) relativ selten.
Das folgende Beispiel stammt aus dem Helenaakt von Goethes Faust II:
Bewundert viel und | viel gescholten, Helena,
Vom Strande komm’ ich | wo wir erst gelandet sind
◡—◡—◡ | —◡—◡—◡—
Weitere Beispiele bei Goethe in der Klassischen Walpurgisnacht des Faust II und in dem Stück Pandora.
Auch Schiller hat in seinem Drama Die Braut von Messina den Trimeter verwendet:
Das Recht des Herrschers üb' ich | aus zum letzten Mal,
Dem Grab zu übergeben | diesen theuren Leib
Hier erscheint die Zäsur nach der siebten Silbe.
Weitere Beispiele bei Schiller in der Jungfrau von Orleans.
Ein Beispiel der Nachbildung des jambischen Trimeters in der Lyrik ist Eduard Mörikes Gedicht Auf eine Lampe:
Noch unverrückt, o | schöne Lampe, schmückest du,

an leichten Ketten | zierlich aufgehangen hier,

die Decke des nun | fast vergeßnen Lustgemachs.

Auf deiner weißen | Marmorschale, deren Rand

der Efeukranz von | goldengrünem Erz umflicht,

schlingt fröhlich eine | Kinderschar den Ringelreihn.

Wie reizend alles! | lachend, und ein sanfter Geist

des Ernstes doch ergossen | um die ganze Form –

ein Kunstgebild’ der | echten Art. Wer achtet sein?

Was aber schön ist, | selig scheint es in ihm selbst.
In allen Versen außer dem achten liegt hier die Zäsur nach der fünften Silbe.
Weitere Nachbildungen sind in den Literaturkomödien August von Platens und in den Versepen Spittelers zu finden.